# New Kid on the Block
"New Kid on the Block" är avsnitt åtta från säsong fyra av Simpsons och sändes 12 november 1992 på Fox i USA. I avsnittet flyttar en ny familj in som grannar till familjen Simpson och Bart blir kär i tonårstjejen Laura Powers som dejtar skolans mobbare, Jimbo Jones. Bart försöker Laura att göra slut med Jimbo. Efter att Homer inte fått ätit allt han kunde på The Frying Dutchman fast de lovar det i deras annons stämmer han ägaren, Horatio McCallister. Avsnittet skrevs av Conan O'Brien och regisserades av Wes Archer. Pamela Reed gästskådespelar som Ruth Powers, Phil Hartman som Lionel Hutz och Sara Gilbert som Laura Powers.

## Handling
Familjens Simpsons grannar, familjen Winfield, flyttar men har svårt att få huset sålt då köparna skräms bort då de ser Homer. De får till slut huset sålt och innan de nya grannana flyttar in följer Lisa med Bart då han besöker grannhusets tomma källare. Bart skrämmer där Lisa genom att berätta skräckhistorier om familjen. Bart träffar där på en av sina nya grannar, tonårstjejen Laura Powers som han blir omedelbart kär i. Marge träffar hennes mamma den frånskilda Ruth Powers och de blir vänner. Homer ser en reklamfilm för den nya restaurangen "The Frying Dutchman" som lovar kunderna allt de kan äta. Marge och Homer går på restaurangen medan Laura sitter barnvakt till Bart och Lisa. Bart försöker imponera på Laura men misslyckas och hon tycker bara att han är söt. På restaurangen kastar ägaren, Hortio McCalister, ut Homer och Marge efter att de ätit upp nästan all maten då han förstått att det inte är mänskligt att äta så mycket. De kontaktar advokaten Lionel Hutz och stämmer restaurangen.
Laura berättar för Bart att hon vill berätta något för honom och han ska komma ensam till hans trädkoja. Hon berättar där för Bart att hon har en pojkvän, Jimbo Jones, vilket gör att Bart får sitt hjärta krossat. Laura sitter snart barnvakt igen och Bart gillar inte hur hon umgås med Jimbo så han ringer ett bussamtal till Moe's Tavern och råkar i samtalet försäga sig och påstår att han är Jimbo Jones. Moe går då och söker upp Jimbo för att hämnas på honom för alla samtal som han gjort. Det blir rättegång och Homer vinner en förlikning som innebär att han får äta hur mycket som helst på restaurangen och de visar upp honom för allmänheten då han äter. Moe kommer till Jimbo då han hånglar med Laura och Jimbo blir rädd för Moe som har en kniv och Laura inser då att han inte är så cool som hon trodde och de gör slut. Bart träffar Laura igen och hon berättar för honom om hade lite tonårsfjun skulle hon dejta honom och han blir glad och de två gör ett nytt bussamtal till Moe tillsammans.

## Produktion
Avsnittet skrevs av Conan O'Brien och regisserades av Wes Archer. De försökte få Don Rickles att medverka som sig själv i en komedishow som fanns i manuset. Rickles tackade nej till manuset då han inte ville framstå som en dålig kille eftersom showen slutade med att han bråkade med Homer och hamnade i en rättegång. De hade även planer på att göra en historia om att Homer blev en bra hårfrisör. Hank Azaria fick göra rösten till Horatio McCalister och baserade den på Robert Newton. Pamela Reed gästskådespelar som Ruth Powers, Phil Hartman som Lionel Hutz och Sara Gilbert som Laura Powers. Reed har även gästskådespelat som Ruth i fler avsnitt.

## Kulturella referenser
Rättegången mot jultomten som berättas om i avsnittet är en referens till Det hände i New York. Porrfilmen Das Butt är en referens till krigsfilmen Das Boot. TV-programmet Hunks är en parodi på Studs. Då Bart drömmer att han dansar med Laura är det en referens till Cheek to Cheek. Titeln på avsnittet är en referens till New Kids on the Block.

## Mottagande
Avsnittet hamnade på plats 23 över mest sedda program under veckan med en Nielsen ratings på 14.4, vilket gav 13,4 miljoner hushåll och var det mest sedda programmet på Fox under veckan. Warren Martyn och Adrian Wood har i boken I Can't Believe It's a Bigger and Better Updated Unofficial Simpsons Guide kommenterat att det var ett roligt avsnitt och gillar mest introduktionen av familjen Powers och delen med familjen Winfields. "New Kid on the Block" hamnade på plats 19 över mest sedda program i USA under veckan enligt Acnielsen med en raiting på 14.6. Under 2008 placerade Entertainment Weekly Sara Gilberts roll som Laura Powers på plats 16 över bästa gästskådespelarna i seriens historia.